# 유타 주립 대학교

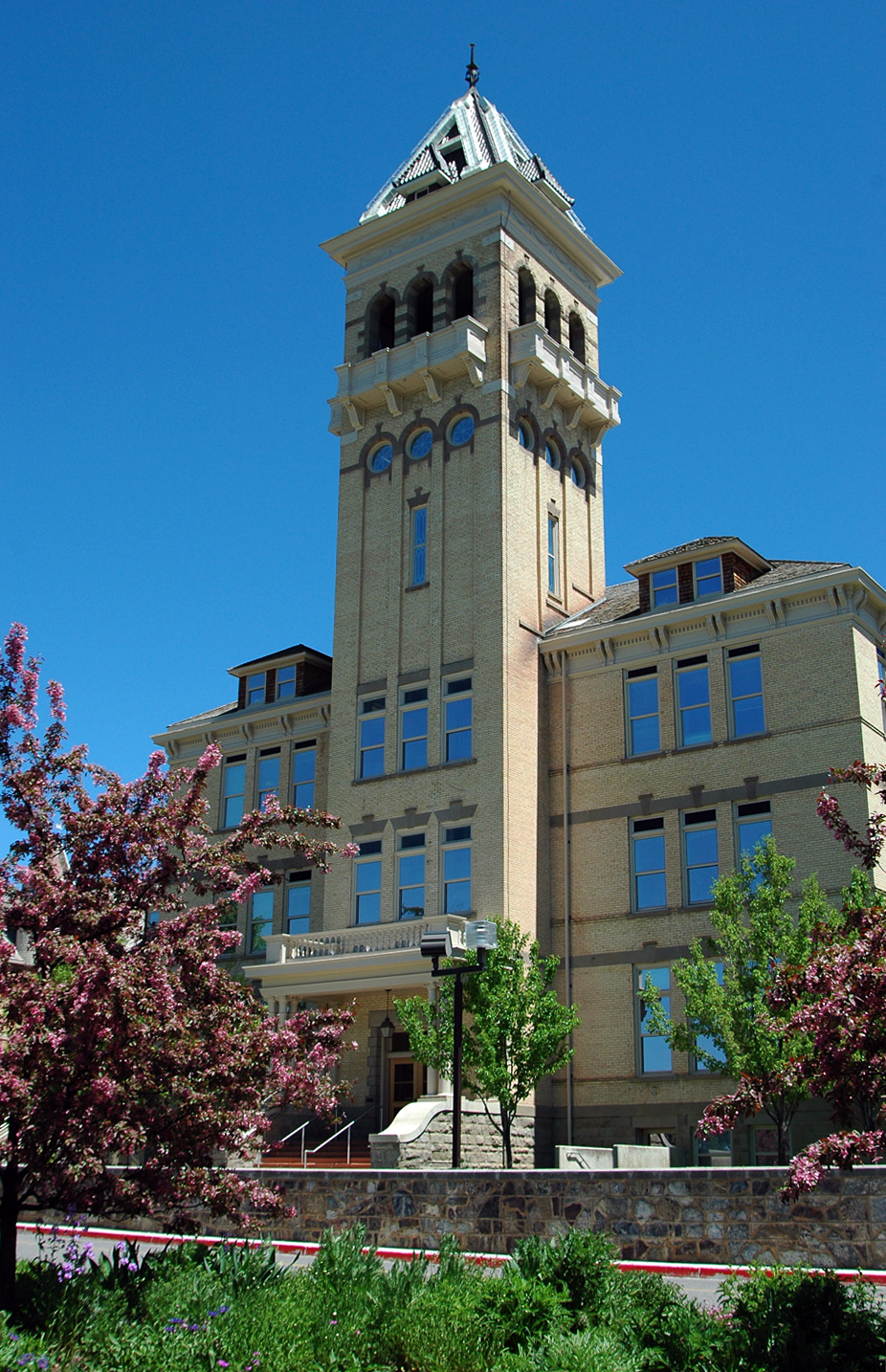
유타 주립 대학교 본관 건물

유타 주립 대학교(Utah State University: USU 또는 Utah State이라 불림)는 미국 유타주 로건에 있는 주립 대학이다. 1888년에 설립됐다. 유타 농업대학, 유타 주립 농업대학이라는 이름을 거쳐, 1957년 현재의 이름으로 개명하였다. 2016년 가을학기 기준으로 28,000명이 넘는 학생이 재학 중이며, 800여명의 교수진이 이 곳에 있다. 유타 주립 대학교는 미국 국방부 및 항공우주국과 오랜 관계를 이어오고 있으며, 활발한 항공우주 연구를 수행하고 있다. 유타 주립 대학교는 176개의 학사전공, 97개의 석사 전공, 38개의 박사 과정을 가지고 있다.
유타 주립 대학교 주 캠퍼스는 유타주 로건(Logan)에 위치하고 있다. 초현대식 메릴-캐지어(Merrill-Cazier) 도서관은 160만권의 장서를 자랑하고 있으며 150여대의 컴퓨터와 33개의 소규모 공부방을 가지고 있다.
학교를 상징하는 공식 마스코트는 빅블루(Big Blue - 파란색 황소)이며 애칭은 애기스(Aggies)이다.
유타 주립 대학교는 오랫동안 프린스턴 리뷰에 최고의 서부대학으로 지정되었다
2013년 노벨경제학상 수상자 (라스 피터 핸슨 Lars Peter Hansen)를 배출하였다.

## 단과대학
유타 주립 대학교는 8개의 단과대학을 가지고 있다.
- 케인 예술대학 (Caine College of the Arts)
- 농업과 응용과학대학 (College of Agriculture and Applied Sciences)
- 공과대학 (College of Engineering)
- 사회과학대학 (College of Humanities and Social Science)
- 자연자원대학 (College of Natural Resources)
- 자연과학대학 (College of Science)
- 애끌스 교육대학 (Emma Eccles Jones College of Education and Human Services)
- 헌츠먼 비지니스 스쿨 (Jon M. Huntsman School of Business)